# Сан-Кірза-дал-Бальєс
Сан-Кі́рза-дал-Бальє́с (кат. Sant Quirze del Vallès) - муніципалітет, розташований в Автономній області Каталонія, в Іспанії. Код муніципалітету за номенклатурою Інституту статистики Каталонії - 82384. Знаходиться у районі (кумарці) Бальєс-Уксідантал (коди району - 40 та VC) провінції Барселона, згідно з новою адміністративною реформою перебуватиме у складі Баґарії (округи) Барселона. 

## Населення
Населення міста (у 2007 р.) становить 17.819 осіб (з них менше 14 років - 19,5%, від 15 до 64 - 71,7%, понад 65 років - 8,8%). У 2006 р. народжуваність склала 270 осіб, смертність - 79 осіб, зареєстровано 88 шлюбів. У 2001 р. активне населення становило 7.509 осіб, з них безробітних - 598 осіб.

Серед осіб, які проживали на території міста у 2001 р., 10.595 народилися в Каталонії (з них 5.458 осіб у тому самому районі, або кумарці), 2.684 особи приїхали з інших областей Іспанії, а 448 осіб приїхало з-за кордону. 

Університетську освіту має 22% усього населення. 

У 2001 р. нараховувалося 4.314 домогосподарств (з них 10,5% складалися з однієї особи, 23% з двох осіб,24,7% з 3 осіб, 30,2% з 4 осіб, 8% з 5 осіб, 2,6% з 6 осіб, 0,5% з 7 осіб, 0,3% з 8 осіб і 0,3% з 9 і більше осіб).

Активне населення міста у 2001 р. працювало у таких сферах діяльності : у сільському господарстві - 0,4%, у промисловості - 28%, на будівництві - 6,1% і у сфері обслуговування - 65,6%. 

 У муніципалітеті або у власному районі (кумарці) працює 6.377 осіб, поза районом - 5.297 осіб.

### Доходи населення
У 2002 р. доходи населення розподілялися таким чином :
| \| Доходи населення за статтями доходів \| Доходи населення за статтями доходів \| Доходи населення за статтями доходів \| \| Рік \| 2002 р. \| 2001 р. \| \| ------------------------------------ \| ------------------------------------ \| ------------------------------------ \| \| Заробітна платня \| 65,1% \| 66,6% \| \| Доходи від ведення бізнесу \| 28,3% \| 26,6% \| \| Соціальна допомога \| 6,7% \| 6,7% \| |         |         |
| Доходи населення за статтями доходів |         |         |
| Рік | 2002 р. | 2001 р. |
| Заробітна платня | 65,1%   | 66,6%   |
| Доходи від ведення бізнесу | 28,3%   | 26,6%   |
| Соціальна допомога | 6,7%    | 6,7%    |

### Безробіття
У 2007 р. нараховувалося 492 безробітних (у 2006 р. - 497 безробітних), з них чоловіки становили 37,8%, а жінки - 62,2%.

## Економіка
У 1996 р. валовий внутрішній продукт розподілявся по сферах діяльності таким чином :
| \| Валовий внутрішній продукт \| Валовий внутрішній продукт \| Валовий внутрішній продукт \| \| Рік \| 1996 р. \| 1991 р. \| \| -------------------------- \| -------------------------- \| -------------------------- \| \| Сільське господарство \| 0,1% \| 0,4% \| \| Промисловість \| 64,6% \| 65,5% \| \| Будівництво \| 3,7% \| 2,8% \| \| Послуги \| 31,6% \| 31,3% \| |         |         |
| Валовий внутрішній продукт |         |         |
| Рік | 1996 р. | 1991 р. |
| Сільське господарство | 0,1%    | 0,4%    |
| Промисловість | 64,6%   | 65,5%   |
| Будівництво | 3,7%    | 2,8%    |
| Послуги | 31,6%   | 31,3%   |

### Підприємства міста

#### Промислові підприємства
| \| Промислові підприємства міста, за сферою діяльності \| Промислові підприємства міста, за сферою діяльності \| Промислові підприємства міста, за сферою діяльності \| \| Рік \| 2002 р. \| 2001 р. \| \| --------------------------------------------------- \| --------------------------------------------------- \| --------------------------------------------------- \| \| Енергетичні та водні ресурси \| 0,9% \| 0,9% \| \| Хімія та метали \| 7,4% \| 7,1% \| \| Переробка металів \| 41,5% \| 43,1% \| \| Продукти харчування \| 5,5% \| 5,3% \| \| Текстиль \| 18,9% \| 19,1% \| \| Виробництво меблів, видання \| 19,4% \| 17,8% \| \| Інше \| 6,5% \| 6,7% \| \| Усього підприємств \| 217 \| 225 \| |         |         |
| Промислові підприємства міста, за сферою діяльності |         |         |
| Рік | 2002 р. | 2001 р. |
| Енергетичні та водні ресурси | 0,9%    | 0,9%    |
| Хімія та метали | 7,4%    | 7,1%    |
| Переробка металів | 41,5%   | 43,1%   |
| Продукти харчування | 5,5%    | 5,3%    |
| Текстиль | 18,9%   | 19,1%   |
| Виробництво меблів, видання | 19,4%   | 17,8%   |
| Інше | 6,5%    | 6,7%    |
| Усього підприємств | 217     | 225     |

#### Роздрібна торгівля
| \| Підприємства роздрібної торгівлі міста, за сферою діяльності \| Підприємства роздрібної торгівлі міста, за сферою діяльності \| Підприємства роздрібної торгівлі міста, за сферою діяльності \| \| Рік \| 2002 р. \| 2001 р. \| \| ------------------------------------------------------------ \| ------------------------------------------------------------ \| ------------------------------------------------------------ \| \| Продукти харчування \| 30,3% \| 28,8% \| \| Одяг та взуття \| 15,9% \| 18,7% \| \| Товари для дому \| 10,6% \| 12,2% \| \| Книги та періодичні видання \| 4,5% \| 4,3% \| \| Промислова хімічна продукція \| 8,3% \| 7,9% \| \| Продукція, пов'язана з транспортними засобами \| 7,6% \| 7,9% \| \| Інше \| 22,7% \| 20,1% \| \| Усього підприємств \| 132 \| 139 \| |         |         |
| Підприємства роздрібної торгівлі міста, за сферою діяльності |         |         |
| Рік | 2002 р. | 2001 р. |
| Продукти харчування | 30,3%   | 28,8%   |
| Одяг та взуття | 15,9%   | 18,7%   |
| Товари для дому | 10,6%   | 12,2%   |
| Книги та періодичні видання | 4,5%    | 4,3%    |
| Промислова хімічна продукція | 8,3%    | 7,9%    |
| Продукція, пов'язана з транспортними засобами | 7,6%    | 7,9%    |
| Інше | 22,7%   | 20,1%   |
| Усього підприємств | 132     | 139     |

#### Сфера послуг
| \| Підприємства міста, що працюють у сфері послуг, за діяльністю \| Підприємства міста, що працюють у сфері послуг, за діяльністю \| Підприємства міста, що працюють у сфері послуг, за діяльністю \| \| Рік \| 2002 р. \| 2001 р. \| \| ------------------------------------------------------------- \| ------------------------------------------------------------- \| ------------------------------------------------------------- \| \| Гуртова торгівля \| 27,8% \| 26,2% \| \| Готелі та готельний бізнес \| 8,9% \| 11,3% \| \| Транспорт та зв'язок \| 19% \| 18,8% \| \| Посередницькі фінансові послуги \| 2,5% \| 2,3% \| \| Послуги підприємствам \| 12,5% \| 10,9% \| \| Послуги фізичним особам \| 20,1% \| 20,9% \| \| Нерухомість та ін. \| 9,3% \| 9,6% \| \| Усього підприємств \| 562 \| 522 \| |         |         |
| Підприємства міста, що працюють у сфері послуг, за діяльністю |         |         |
| Рік | 2002 р. | 2001 р. |
| Гуртова торгівля | 27,8%   | 26,2%   |
| Готелі та готельний бізнес | 8,9%    | 11,3%   |
| Транспорт та зв'язок | 19%     | 18,8%   |
| Посередницькі фінансові послуги | 2,5%    | 2,3%    |
| Послуги підприємствам | 12,5%   | 10,9%   |
| Послуги фізичним особам | 20,1%   | 20,9%   |
| Нерухомість та ін. | 9,3%    | 9,6%    |
| Усього підприємств | 562     | 522     |

## Житловий фонд
У 2001 р. 2,7% усіх родин (домогосподарств) мали житло метражем до 59 м2, 24,6% - від 60 до 89 м2, 36,1% - від 90 до 119 м2 і
36,5% - понад 120 м2.

З усіх будівель у 2001 р. 37,5% було одноповерховими, 45,1% - двоповерховими, 14
% - триповерховими, 2,7% - чотириповерховими, 0,6% - п'ятиповерховими, 0% - шестиповерховими,
0% - семиповерховими, 0,1% - з вісьмома та більше поверхами.

## Автопарк
| \| Автомобілі, зареєстровані у місті, за призначенням \| Автомобілі, зареєстровані у місті, за призначенням \| Автомобілі, зареєстровані у місті, за призначенням \| \| Рік \| 2006 р. \| 2005 р. \| \| -------------------------------------------------- \| -------------------------------------------------- \| -------------------------------------------------- \| \| Приватні автомобілі \| 68,6% \| 69,7% \| \| Мотоцикли \| 10,1% \| 8,9% \| \| Вантажівки \| 16,3% \| 16,6% \| \| Трактори \| 1,1% \| 1,2% \| \| Автобуси та ін. \| 4% \| 3,7% \| \| Усього автомобілів \| 12.677 шт. \| 12.124 шт. \| |            |            |
| Автомобілі, зареєстровані у місті, за призначенням |            |            |
| Рік | 2006 р.    | 2005 р.    |
| Приватні автомобілі | 68,6%      | 69,7%      |
| Мотоцикли | 10,1%      | 8,9%       |
| Вантажівки | 16,3%      | 16,6%      |
| Трактори | 1,1%       | 1,2%       |
| Автобуси та ін. | 4%         | 3,7%       |
| Усього автомобілів | 12.677 шт. | 12.124 шт. |

## Вживання каталанської мови
У 2001 р. каталанську мову у місті розуміли 97,4% усього населення (у 1996 р. - 97,2%), вміли говорити нею 83,7% (у 1996 р. - 
82,8%), вміли читати 82,5% (у 1996 р. - 79,9%), вміли писати 58,4
% (у 1996 р. - 55,1%). Не розуміли каталанської мови 2,6%.

## Політичні уподобання
У виборах до Парламенту Каталонії у 2006 р. взяло участь 8.035 осіб (у 2003 р. - 7.800 осіб). Голоси за політичні сили розподілилися таким чином:
| \| Вибори до Парламенту Каталонії \| Вибори до Парламенту Каталонії \| Вибори до Парламенту Каталонії \| \| Рік \| 2006 р. \| 2003 р. \| \| -------------------------------------- \| ------------------------------ \| ------------------------------ \| \| Конвергенція та Єднання (CiU) \| 36,1% \| 33,8% \| \| Соціалістична партія Каталонії (PSC) \| 21,3% \| 25,3% \| \| Народна партія (PP) \| 8,7% \| 10,1% \| \| Ініціатива за зелену Каталонію (IC) \| 12,1% \| 8,7% \| \| Республіканська лівиця Каталонії (ERC) \| 15,1% \| 21% \| \| Громадянська партія (C's) \| 4,3% \| 0% \| \| Інші \| 2,4% \| 1,1% \| |         |         |
| Вибори до Парламенту Каталонії |         |         |
| Рік | 2006 р. | 2003 р. |
| Конвергенція та Єднання (CiU) | 36,1%   | 33,8%   |
| Соціалістична партія Каталонії (PSC) | 21,3%   | 25,3%   |
| Народна партія (PP) | 8,7%    | 10,1%   |
| Ініціатива за зелену Каталонію (IC) | 12,1%   | 8,7%    |
| Республіканська лівиця Каталонії (ERC) | 15,1%   | 21%     |
| Громадянська партія (C's) | 4,3%    | 0%      |
| Інші | 2,4%    | 1,1%    |

У муніципальних виборах у 2007 р. взяло участь 6.778 осіб (у 2003 р. - 6.856 осіб). Голоси за політичні сили розподілилися таким чином:
| \| Муніципальні вибори \| Муніципальні вибори \| Муніципальні вибори \| \| Рік \| 2007 р. \| 2003 р. \| \| -------------------------------------- \| ------------------- \| ------------------- \| \| Конвергенція та Єднання (CiU) \| 24,8% \| 32% \| \| Соціалістична партія Каталонії (PSC) \| 22,1% \| 20% \| \| Народна партія (PP) \| 8,3% \| 8,9% \| \| Ініціатива за зелену Каталонію (IC) \| 12,9% \| 17,4% \| \| Республіканська лівиця Каталонії (ERC) \| 26,6% \| 19,8% \| \| Громадянська партія (C's) \| 0% \| 0% \| \| Інші \| 5,4% \| 1,9% \| |         |         |
| Муніципальні вибори |         |         |
| Рік | 2007 р. | 2003 р. |
| Конвергенція та Єднання (CiU) | 24,8%   | 32%     |
| Соціалістична партія Каталонії (PSC) | 22,1%   | 20%     |
| Народна партія (PP) | 8,3%    | 8,9%    |
| Ініціатива за зелену Каталонію (IC) | 12,9%   | 17,4%   |
| Республіканська лівиця Каталонії (ERC) | 26,6%   | 19,8%   |
| Громадянська партія (C's) | 0%      | 0%      |
| Інші | 5,4%    | 1,9%    |